# Avprogrammering
Avprogrammering avser åtgärder för att hjälpa en person att överge en övertygelse eller trossystem. Dessutom ingår även att lämna den religiösa, politiska eller sociala gruppering som personen tillhör.